# Feliks Kostrzębski
Feliks Franciszek Kostrzębski foi um ciclista polonês. Competiu representando seu país, Polônia, na prova de estrada (individual e por equipes) nos Jogos Olímpicos de Verão de 1924 em Paris.